# ملالی کاکر
ملالی کاکر (به پشتو: ملالی کاکړ؛ زادهٔ حدود ۱۹۶۷–۲۸ سپتامبر ۲۰۰۸) افسر ارشد و مهم‌ترین پلیس زن در افغانستان پس از سرنگونی طالبان در سال ۲۰۰۱ بود. وی با درجه نظامی سرهنگ دوم، رئیس اداره مبارزه با جرایم علیه زنان در قندهار بود.
کاکر در سال ۱۹۸۲ و به دنبال پدر و برادرانش به نیروی پلیس پیوست اما در دوران حکومت طالبان از انجام وظیفه منع شده بود. وی اولین زنی بود که از آکادمی پولیس قندهار فارغ‌التحصیل شد و اولین کسی بود که در اداره پلیس قندهار بازپرس شد.
او که تهدیدهای بی‌شماری برای مرگ دریافت کرده بود سرانجام، در تاریخ ۲۸ سپتامبر ۲۰۰۸ توسط طالبان ترور شد. او پیشتر ۳ نفر از اعضای طالبان را به ضرب گلوله کشته بود.

## مسائل جنسیتی در قانون افغانستان
سرنوشت ملالی کاکر پیچیدگی‌های مسائل جنسیتی را در قانون اساسی جمهوری اسلامی افغانستان نشان می‌دهد. افسران پلیس زن افغان خانه‌های خود را با برقع ترک می‌کرد تا برای انجام وظیفه خود لباس پلیس پوشیده و سلاح خود را در ایستگاه پلیس تهیه کنند. در پایان سال ۲۰۰۹، حدود ۵۰۰ زن پلیس فعال در افغانستان فعالیت داشتند، تعداد افسران مرد حدود ۹۲٬۵۰۰ بود. در ولایت‌های جنوبی قندهار و هلمند، جایی که نفوذ طالبان در آنها بیشتر است، فقط چند ده نفر پلیس زن خدمت می‌کردند.
زنان پلیس نقش اساسی در جنگ علیه شورشیان در افغانستان را داشتند. در فرهنگی که جدایی دقیق جنسیت در آن مشخص است، نیروهای امنیتی به زنان برای انجام کارهای خاص مانند جستجوی زنان و خانه‌ها احتیاج داشتند. حضور آنها برای انجام بازرسی در منازل ضروری بود، زیرا افغان‌ها هنگام ورود سربازان مرد یا پلیس به مکان‌هایی که زنان در آن حضور دارند، بسیار آزرده‌خاطر می‌شوند و در ایست‌های بازرسی مردان نمی‌توانند سلاح‌های پنهان و سایر کالاهای قاچاق را در زنان جستجو کنند.
در دسامبر ۲۰۰۹، سرهنگ شفیقه قریشی، رئیس واحد مسائل جنسیتی پلیس افغانستان، حمله‌ای را توصیف کرد که در آن شورشیان، زنان را در اتاقی که اسلحه پنهان شده بود جمع کرده بودند. او توانست هر دو زن و اتاق را جستجو کند و اسلحه‌ها را پیدا کند. با یورش به خانه، اگر اولین کسی است که وارد اتاق می‌شود یک افسر زن باشد، ساکنان مرد نمی‌توانند شکایت کنند که پلیس با ورود به یک محل اقامت با زنان، رفتار بجا را نقض کرده است.
زنان دیگر نیز در سرنوشت غم‌انگیز ملالی کاکر سهیم بوده‌اند. حنیفه صافی و ناجیا صدیقی، رئیس امور زنان در ولایت لغمان، در سال ۲۰۱۲ ترور شدند. در ۴ ژوئیه ۲۰۱۳، اسلام بی‌بی، مادر ۳۷ ساله، مادر سه فرزند و افسر پلیس زن برجسته در هلمند، هنگام رفتن به محل کار خود مورد اصابت گلوله قرار گرفت. چند ماه بعد، در ۱۵ سپتامبر، نگار، جانشین ۳۸ ساله بی‌بی نیز مورد اصابت گلوله قرار گرفت و روز بعد درگذشت.

## ترور
ملالی کاکر در ۲۸ سپتامبر ۲۰۰۸ بین ساعت ۷:۰۰ تا ۸:۰۰ در حالی که در راه کار بود در داخل اتومبیلش به ضرب گلوله کشته شد. هنگامی که کاکر کشته شد گزارش شد که او در اواخر ۳۰ سالگی یا اوایل تا اواسط ۴۰ سالگی بوده و دارای ۶ فرزند بود.